# Sarakhs, Iran
Sarakhs (persiska: سرخس) är en kommunhuvudort i Iran.   Den ligger i provinsen Khorasan, i den nordöstra delen av landet, 900 km öster om huvudstaden Teheran. Sarakhs ligger 276 meter över havet och antalet invånare är 46 499.
Terrängen runt Sarakhs är mycket platt. Runt Sarakhs är det glesbefolkat, med 11 invånare per kvadratkilometer. Sarakhs är det största samhället i trakten. Omgivningarna runt Sarakhs är i huvudsak ett öppet busklandskap.